# 吉良満貞
吉良 満貞（きら みつさだ、? - 元中元年/至徳元年9月5日（1384年9月20日））は、南北朝時代の武将。西条吉良氏（上吉良）の祖。西条城城主。幼名三郎。通称上総三郎。右京大夫、治部大輔から従四位下・左兵衛佐に叙任された。
弟に下吉良氏の祖となる義貴（尊義）など。妻は渋川義季の娘。子は吉良俊氏、娘（斯波義将室）。
強硬な足利直義方として行動した。のち、幕府に帰参。この頃には、弟の義貴が既に父・満義の後継としており、以後、吉良氏は東西に分かれる。

## 生涯
足利氏御一家の名門である吉良満義の嫡男として生まれ、父と共に足利尊氏の挙兵に従った。やがて観応の擾乱が始まると満義・満貞父子は足利直義方として戦った。直義の死後も、その養子である直冬や南朝方と結んで尊氏に敵対し、一時は京を制圧するほどの勢いをみせた。しかし、情勢は必ずしも吉良氏が属した陣営に好転せず、やがて満義、満貞の順で幕府へ帰順することとなった。
満貞の幕府帰順の契機は畠山国清の都落ちにあった。正平15年/延文5年（1360年）、国清による仁木義長の追い落とし後、義長の勢力を取り込んだ南朝方の活動が活発化したため、国清はその責任を問われ関東へと没落する。ところが、三河国矢作まで来たところ、行く手を満貞及び仁木義長の三河国守護代であった西郷氏の軍勢に阻まれ、背後の尾張国も小川中務に遮られたため、畠山軍は立ち往生した。幕府は新たに三河国守護となった大島義高に国清援護を命じ、大島勢との合戦に敗れた満貞は、行き場を失って上洛し、康安元年（1361年）、幕府に帰順した。
その翌年、正平17年/貞治元年（1362年）、観応の擾乱以来没収されていた遠江国引馬庄（静岡県浜松市）を還付された。同18年/同2年（1363年）、満貞は幕府方として、三河国竹島（愛知県蒲郡市）で、南朝方（鵜殿氏と推定されている）と戦った。
同年、再開された引付方の頭人に就任し、没するまでの21年間、その職にあった。また、貞治6年（1367年）3月に天龍寺が炎上、同年9月、作事始（起工式）があり、将軍の使者として満貞が式に臨んだ（『師守記』）。
元中元年/至徳元年（1384年）9月5日没。法名は道興寺殿中宝省堅大禅定門。 

## 逸話
九州島津氏の被官・酒匂氏による『酒匂安国寺申状』には、吉良氏と高氏の儀礼的争いについて記述されている。それによると、康永4年（1345年）、将軍尊氏の天龍寺供養に際して、尊氏の随兵として、当初、満貞と高師兼が並んで供奉することとなったが、満貞はそれを嫌がり、満貞の後ろを師兼が行くということで決着したという。

## 実相寺
貞治元年（1362年）、満貞は、吉良氏の菩提寺・実相寺に釈迦三尊像を寄進した。その際、本尊の胎内に、南朝・吉野の情景を詠んだ和歌を入れた。
「やよひきて　よし野の山に　花かすみ　人気やはらぐ　里の春風」
1973年（昭和48年）、「木造釈迦三尊像」は、愛知県の文化財（彫刻）に指定された

## 吉良氏の分裂
足利一門中の名門である吉良氏ではあるが、その名門意識からか、観応の擾乱では本宗家の尊氏と敵対するに至った。しかし正平11年（1356年）に父の満義が没すると、天下の情勢を見極めた被官の一部により、9歳の弟・尊義を奉じて尊氏派に転じ、新たに東条吉良氏（下吉良）として独立することになった。これを認めない満貞は以降東条勢と合戦に及ぶが、その後、両家の和談が成立し、尊義は東条吉良氏として認められた。だが東条家成立の際の因縁は残り、室町時代を通じて両吉良氏は対立・抗争を繰り返して自らその勢力を弱める始末となった。